# Tlaltépetl
Tlaltépetl är en ort i Mexiko.   Den ligger i kommunen Tepoztlán och delstaten Morelos, i den sydöstra delen av landet, 50 km söder om huvudstaden Mexico City. Tlaltépetl ligger 2 067 meter över havet och antalet invånare är 164.
Terrängen runt Tlaltépetl är varierad, och sluttar söderut. Runt Tlaltépetl är det ganska tätbefolkat, med 179 invånare per kvadratkilometer. Närmaste större samhälle är Cuernavaca, 15,3 km sydväst om Tlaltépetl. I omgivningarna runt Tlaltépetl växer huvudsakligen savannskog.